# (7361) Endres
(7361) Endres est un astéroïde de la ceinture principale.

## Description
(7361) Endres est un astéroïde de la ceinture principale. Il fut découvert le 16 février 1996 à Haleakala par le programme NEAT. Il présente une orbite caractérisée par un demi-grand axe de 2,67 UA, une excentricité de 0,09 et une inclinaison de 2,8° par rapport à l'écliptique.

## Compléments